# Inolvidable
Inolvidable (français : Inoubliable) est une chanson écrite par Julio Gutiérrez (en) en 1944. Elle est considérée comme l'un des boléros les plus populaires du mouvement musical cubain. La chanson a été enregistrée par plusieurs interprètes, dont Roberto Carlos, Diego El Cigala, Fania All-Stars, Eydie Gormé, Danny Rivera, Tito Rodríguez et Bebo Valdés, entre autres.
Dans la chanson, le protagoniste embrasse différentes lèvres à la recherche de nouvelles sensations, hanté par le souvenir d'un amour passé. La chanson a connu un succès populaire, notamment avec la version enregistrée par le chanteur mexicain Luis Miguel sur son album Romance sorti en 1991. Cette version a atteint le sommet du classement Billboard Hot Latin Songs aux États-Unis, et l'album a été considéré comme responsable de la renaissance du genre boléro.

## Contexte et composition
Inolvidable a été écrit par le pianiste cubain Julio Gutiérrez. Gutiérrez est né à Manzanillo, à Cuba. À l'âge de six ans, il joue du piano et à 14 ans, il dirige son propre orchestre. En 1940, l'orchestre Casino de la Playa a effectué une tournée dans l'est de Cuba, et lors de cette tournée, Miguelito Valdés a rencontré Gutiérrez et lui a suggéré de se rendre dans la capitale, La Havane, où de meilleures opportunités se présenteraient. Quelques mois plus tard, Gutiérrez s'installe dans la capitale et est engagé comme pianiste dans l'orchestre Casino de la Playa. Inolvidable, écrit en 1944, est publié dans le cadre du mouvement musical cubain dirigé par les pianistes, auquel Gutiérrez participe. Deux chansons composées par Gutiérrez, Inolvidable et Llanto de Luna (français : Lune qui pleure"), ont connu un grand succès en Amérique latine en tant que boléros. En 1992, un album de compilation comprenant une version instrumentale de la chanson interprétée par Gutiérrez a été publié.
Musicalement, Inolvidable est un boléro. Selon Rodrigo Bazán, dans son livre Y Si Vivo Cien Años... Antología del Bolero en México, la chanson n'est pas différente des autres chansons qui ont été publiées à l'époque sur le thème de l'amour malheureux, mais se distingue des autres genres populaires qui fondent leurs paroles sur le manque d'amour comme le tango,. Avec cette chanson, Julio Gutiérrez a rejoint la liste des boléros les plus connus à Cuba. Sur le plan des paroles, la chanson présente le protagoniste embrassant différentes lèvres et recherchant de nouvelles sensations.

## Interprètes

### Reprises
En 1963, Tito Rodríguez a enregistré Inolvidable sur son album From Tito Rodríguez with Love. La chanson a connu un grand succès, se vendant à un million et demi d'exemplaires. L'ensemble musical Fania All-Stars a sorti son premier album studio Tribute to Tito Rodríguez en 1976 et y a inclus une reprise d'Inolvidable. L'album devait à l'origine présenter le groupe dans un rôle de soutien à Rodríguez, mais a donné lieu à un album hommage après la mort du chanteur d'une leucémie au début de 1973. Le chanteur-compositeur brésilien Roberto Carlos a inclus sa version de la chanson sur l'album Quero Que Vá Tudo Pro Inferno en 1975. Le Portoricain Danny Rivera a enregistré un album hommage intitulé Inolvidable Tito : A Mi Me Pasa lo Mismo Que a Usted, qui comprend une version d'Inolvidable. L'album a reçu une nomination aux Grammy Awards pour la meilleure performance de pop latine. En 1988, la chanteuse américaine Eydie Gormé a fait figurer sa version du titre sur l'album De Corazón a Corazón. Le pianiste cubain Bebo Valdés et l'interprète flamenco espagnol Diego El Cigala ont enregistré le morceau pour leur album collectif Lágrimas Negras. L'album a été produit en 2003 par le lauréat d'un Academy Award Fernando Trueba, s'est vendu à 200 000 exemplaires en Espagne et a remporté le Latin Grammy Award du meilleur album traditionnel tropical,. Paloma San Basilio a enregistré Inolvidable sur son album Invierno Sur sorti en janvier 2007.

### Version de Luis Miguel

#### Contexte
Le chanteur mexicain Luis Miguel a sorti en 1991 l'album Romance, produit par Miguel et l'auteur-compositeur-interprète mexicain Armando Manzanero, qui comprenait une sélection de boléros classiques. Le succès de l'album a ravivé l'intérêt pour les boléros, même si les nouveaux arrangements musicaux des chansons les rendent méconnaissables,. Romance a reçu une nomination aux Grammy Awards pour le meilleur album de pop latine, qu'il a perdu face à Otro Día Más Sin Verte de Jon Secada, a été certifié platine par la Recording Industry Association of America (RIAA) et s'est vendu à sept millions d'exemplaires dans le monde. Le premier single extrait de l'album était Inolvidable, une version qui, selon Carlos Monsiváis dans son livre Los Rituales del Caos, garantit « l'adoption du passé, et que la sensibilité romantique n'est pas morte ».
Le titre a fait ses débuts dans le classement Billboard Hot Latin Songs à la 30e place dans la semaine du 23 novembre 1991, pour se hisser dans le top 10 trois semaines plus tard,. Inolvidable a atteint la première place le 25 janvier 1992, et a passé cinq semaines en tête du classement. La chanson a été numéro trois du palmarès Hot Latin Songs de 1992. Au Mexique, la chanson et le single suivant, No sé tú, sont restés en tête du hit-parade pendant six mois au total. La reprise de Miguel était parmi les chansons primées lors des BMI Latin Awards de 1994.
Une version live de la chanson a été incluse sur l'EP América & En Vivo en 1992 et a fait partie d'un pot-pourri avec le reste des singles tirés de Romance sur l'album live Vivo (2000),. Le titre a également été ajouté à la compilation Grandes Éxitos en 2005.

#### Crédits
Crédits adaptés de la pochette CD d'Inolvidable.
- Luis Miguel – coproducteur, chant
- Julio Gutiérrez – auteur
- Armando Manzanero – producteur
- Bebu Silvetti – coproducteur, arrangements